# Kathrin Schirmer
Kathrin Schirmer, geborene Fischer  (* 18. März 1960 in Weimar; † 19. Februar 2017) war eine deutsche Hörfunkmoderatorin, Nachrichtensprecherin und Musikredakteurin. Zuvor war sie auch als Schlagersängerin tätig.
Kathrin Schirmer wuchs im thüringischen Berlstedt auf. An der Hochschule für Musik Franz Liszt Weimar studierte Schirmer Gesang. Als Schlagersängerin hatte sie unter ihrem Mädchennamen in den 1980er-Jahren mehrere Hitparadenerfolge in der DDR und trat unter anderem am 3. September 1988 bei Heinz Quermann in der Jubiläumssendung 35 Jahre Schlagerrevue auf.
1989 floh sie über Ungarn in die Bundesrepublik. Dort wandte sie sich dem Hörfunk zu. Sie arbeitete als Nachrichtensprecherin und wurde Moderatorin und Redakteurin. Nach Stationen in Berlin und Kempten kam sie 1992 zum Mitteldeutschen Rundfunk, wo sie als Moderatorin für MDR Thüringen – Das Radio im Landesfunkhaus Thüringen tätig war. Anfang 2015 wechselte sie als Moderatorin zum Hessischen Rundfunk zu dessen Hörfunkprogramm hr4 nach Kassel.
Schirmer lebte lange in Erfurt und zuletzt auf dem Pferdehof ihres langjährigen Lebenspartners in Espenau nahe Kassel. Am 19. Februar 2017 starb Schirmer nach langer, schwerer Krankheit. Sie wurde am 10. März 2017 in ihrem Heimatort Berlstedt bei Weimar beigesetzt. Ihre Schwester Evelyn Fischer ist ebenfalls Sängerin und Moderatorin, zudem Hochschullehrerin.

## Diskografie
- Kinder von Babylon (Master Records)[6]